# Kondé Miklós
Pókateleki Kondé Miklós (Dunaszerdahely-Újfalu, 1730 – Nagyvárad, 1802. december 18.) nagyváradi római katolikus püspök.

## Élete
Kondé Gáspár fia. A gimnáziumot Csobánczi József jezsuita nevelése és gondviselése alatt járta, azután pap lett. 1749 és 1756 között a bölcseletet és teológiát Nagyszombatban végezte. Előbb Somorjában volt káplán néhány hónapig; 1757. február 20.-án Csallóközcsütörtökre került, ahol plébánosi feladatokat látott el. 1758. március 6-án felbári plébános lett; 1765 decemberében szepesi kanonokká nevezték ki. Az urbariális inscriptió behozatali munkálatait bízták reá. 
1772-ben a Pázmáneum rektora lett Bécsben, illetve 1773. március 1-jén esztergomi kanonok. 1777-ben honti, 1780. február 24-én sasvári főesperes, majd a királyi ítélőtábla főpapja lett. 1790-ben kattarói választott, 1791-ben címzetes nándorfehérvári püspök és az esztergomi érsek segédpüspöke lett. 1799-ben káptalani helytartó, a Hétszemélyes Tábla ülnöke, illetve a királyi ítélőtábla esküdtje volt. 1800. augusztus 16-án nagyváradi megyés püspök lett, 1800. december 22-én iktatták be. Ezt a tisztségét 1802-ben bekövetkezett haláláig töltötte be.
A püspöki könyvtár korszerűsítése az ő munkája, a székesegyház és a város közé is utat építtetett. Püspöksége alatt visszatértek Nagyváradra a premontreiek, akik megkapták az eltörölt pálos rend kolostorát és templomát kapták meg. Egy szeminárium létrehozásába is belekezdett, ám halála miatt nem tudta befejezni. Országgyűlési beszédei 1795-ben jelentek meg. 
Családja ősi csallóközi család, a dunaszerdahelyi Szent György-templom első ismert kegyurai voltak, többük sírját e katolikus templom kriptája őrzi.